# Penicillium glaucum
Penicillium glaucum és una espècie de fong ascomicot de l'ordre dels eurotials (Eurotiales). És una floridura que es fa servir per fer alguns tipus de formatges blaus com el Bleu de Gex, el Rochebaron, i algunes varietats de Bleu d'Auvergne i Gorgonzola. Altres formatges baus, com el Bleu de Bresse, el Bleu du Vercors-Sassenage, el Brebiblu, el Cambozola, el Cashel Blue, el Blau danès, el Fourme d'Ambert, el Fourme de Montbrison, el Lanark Blue, el Roquefort, el Shropshire Blue i el Stilton fan servir Penicillium roqueforti.
El 1874, Sir William Roberts, un metge de Manchester es va adonar que els cultius de floridura no mostraven contaminació bacteriana. Louis Pasteur podria haver contribuït a aquest descobriment, notant que Bacillus anthracis podia no créixer en la presència de la floridura relacionada Penicillium notatum. Els poders antibiòtics de P. glaucum van ser descoberts independentment i provats en animals pel metge francès Ernest Duchesne, però la seva tesi doctoral de 1897 va ser ignorada.
Penicillium glaucum s'alimenta només de l'isòmer òptic de l'àcid tàrtric, cosa que el fa extremadament útil en projectes de quiralitat química.